# توت الأرض المزروع
يُدعى التوت الفرنجي، شيلك أو توت الأرض المزروع عادةً باسم الفراولة البرية، أو فراولة الغابات، أو الفراولة الألبية، أو فراولة جبال الكربات أو توت الأرض أو فريز أو شيلك مبذول أو فراولة، أو الفراولة الأوروبية أو توت الغابة (بالفرنسية: fraisier des bois). هو نبات عشبي معمر من الفصيلة الوردية ينمو طبيعيًا في أرجاء نصف الكرة الشمالي، وينتج فواكه قابلة للأكل.

## الوصف
يتكون من خمس إلى تسع وردات بيضاء طرية مشعرة محمولة على ساق أخضر طري مشعر طوله 3-15 سم (1.2-5.9 إنش)  يرفعها عادة فوق الأوراق. تكون الأوراق الخضراء الفاتحة ثلاثية الوريقات (ثلاث مجموعات) مع حواف مسننة. ينتشر النبات بطريقة الساق الجارية (الرئد).

## علم البيئة
المسكن الطبيعي النموذجي لها على امتداد المسالك وقارعات الطريق، والجسور، وسفوح التلال، والطرق المرصوصة بالحجارة والحصى، والمروج، والأراضي الحرجية الصغيرة، والغابات قليلة الكثافة، وأطراف الغابة، وأراضي الفضاء في الغابة. توجد النباتات عادة في الأماكن التي لا توجد فيها كمية كافية من الضوء لتشكيل الفواكه. في امتدادها إلى المناطق الجنوبية، يمكن أن تنمو فقط في المناطق المظللة، بينما في الشمال تتحمل الشمس أكثر. تتحمل مستويات رطوبة مختلفة (باستثناء حالات الرطوبة أو الجفاف الشديدتين). تستطيع النجاة من الحرائق المتوسطة و/أو ترمم نفسها بعد الحرائق.
على الرغم من انتشار توت الأرض المزروع بواسطة الساق الجارية بشكل رئيس، ثمة بذور قادرة على الحياة في  الترب ضفافية البذر، ويبدو أنها تنبت عندما تتبعثر التربة (بعيدًا عن أماكن وجود مجموعات توت الأرض المزروع).
تخدم أوراقه الحافريات بصفتها مصدر الطعام الرئيس لها، مثل الأيل طويل الأذنين والإلكة، ويتناول العديد من الثدييات والطيور فاكهته؛ ما يساهم في انتشار بذوره مع الفضلات.
يستضيف يرقات الإسقبر (الفراشة النطاطة) الشطرنجي ثنائي الطوق.

## علم الجينوم
المعلومات الجينومية
| معرف الجينوم في المركز الوطني لمعلومات التقانة الحيوية | 3314   |
| الصيغة الصبغية                                         | مضاعفة |
| عدد الكروموسومات                                       | 14     |
| عام الإنجاز                                            | 2010   |

- تُستخدم الفراولة الألبية في الزشارة إلى الأمراض المؤثرة على الفراولة. يُستخدم هذا النبات أيضًا نموذجًا جينيًا عن الفراولة وفصيلة الورديات عمومًا، يعود ذلك إلى:

- حجم جينومه الصغير جدًا.
- قصر الدورة التكاثرية (14/15 أسبوع في الدفيئات المتحكم بدرجة حرارتها).[13]
- سهولة التكاثر.
- سُلسل جينوم توت الأرض المزروع في عام 2010.

تملك جميع أنواع فراولة (شليك) تعدادًا أحادي الصبغيات مكونًا من سبعة كروسومات، بينما يملك توت الأرض المزروع زوجين من هذه الكروموسومات بمجموع 14.